# We Can Work It Out
是一首披头士乐队歌曲，由列侬-麦卡特尼组合创作，于1965年以双A面单曲形式发行，另一面为。两首歌都是在专辑的录音期完成的。

### 书目
- MacDonald, Ian.  Second Revised. London: Pimlico (Rand). 2005. ISBN 1-84413-828-3.
- . RIAA. 2009  [20 July 2009]. （原始内容存档于2010年9月20日）.